# سيباستيان هايدينغر
سيباستيان هايدينغر (بالألمانية: Sebastian Heidinger)‏ (11 يناير 1986 بميلتنبرغ في ألمانيا - ) هو لاعب كرة قدم ألماني في مركز الوسط. لعب مع آر بي لايبزيغ وأرمينيا بيليفيلد وغرويتر فورت وفورتونا دوسلدورف ونادي هايدنهايم وSC Pfullendorf ‏.

## وصلات خارجية
- سيباستيان هايدينغر على موقع قاعدة بيانات كرة القدم.إي يو (الإنجليزية)
- سيباستيان هايدينغر على موقع بيانات كرة القدم. دي إي (الألمانية)
- سيباستيان هايدينغر على موقع Soccerway.com (الإنجليزية)
- سيباستيان هايدينغر على موقع عالم كرة القدم.نت (الإنجليزية)